# بيتي كالدويل
بيتي كالدويل (بالإنجليزية: Bettye Caldwell)‏ هي مربية أمريكية، ولدت في 24 ديسمبر 1924 في سميثفيل في الولايات المتحدة، وتوفيت في 17 أبريل 2016 في ليتل روك في الولايات المتحدة.